# MF Films
MF Films — українська кінокомпанія, підрозділ «Фонду Мазоха». Створена 2006 року. 2010 року припинила існування. З кінокомпанією співпрацювали композитор Олександр Щетинський, оператори постановники Сергій Михальчук і Микола Єфименко, художник постановник Світлана Макаренко, продюсери Ігор Дюрич і Тамара Подольчак, американський кліпмейкер Дін Карр. Загалом MF Films брала участь у виробництві двох повнометражних стрічок: Las Meninas (2006–2008) і Delirium (2008–2010).
MF Films була новатором у використанні цифрових технологій для кіновиробництва в Україні. 2006 року кінокомпанія вперше в Україні застосувала цифрову кінокамеру Thomson Viper, а в 2008 Red One для виробництва повнометражних художніх стрічок, розрахованих для показу в кінотеатрах. Фільм Las Meninas був повністю зроблений компанією, у фільмі Delirium, кінокомпанія брала участь тільки у знімальному періоді. У 2008–2010 роках MF Films активно представляв свою продукцію на багатьох міжнародних кінофестивалях і кіноринках.
У рейтингу «Підсумки українського кінопроцесу-2011», проведеному Бюро української кіножурналістики (БУК) та Національною спілкою кінематографістів України (НСКУ) фільм Las Meninas увійшов у двадцятку «Найкращі вітчизняні фільми 1992–2011 рр.». За версією Афіша@Mail.Ru фільм Delirium увійшов до рейтингу «Топ-10 українських фільмів 2012 року».

## Фільмографія
- Las Meninas, 2008, режисер Ігор Подольчак, Україна, 99 хв.
- Delirium, 2012, режисер Ігор Подольчак, Україна, Чехія, 96/100 хв.

## Участь у кінофестивалях
2009

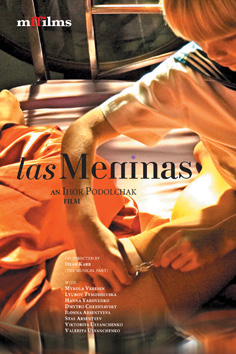
Плакат Las Meninas

- Кінофестиваль у Трієсті (Конкурс), Італія
- 32-й Міжнародний кінофестиваль у Гетеборзі, Швеція
- Фестиваль Mediawave[8] (Конкурс), Дьйор, Угорщина

2008
- 37-й МІжнародни кінофестиваль у Роттердамі (Конкурс «Tiger Awards»)[9], Нідерланди
- 8-й Кінофестиваль фільмів з Центральної та Східної Європи «Goeast»[10], Вісбаден, Німеччина
- 7-й Трансільванський Міжнародний кінофестиваль (Конкурс FIPRESCI), Клюж-Напока, Румунія
- 9-й Міжнародний кінофестиваль в Сеулі, Корея
- 30-й Московський Міжнародний кінофестіваль, Росія
- 16-й Артфільм Міжнародний кінофестиваль (Конкурс «Східна панорама»), Словаччина
- 36-й Міжнародний кінофестиваль в Ля Рошель,[11]Франція
- 43-й МІжнародний кінофестиваль у Карлових Варах[12], Чехія
- 8-й Міжнародний кінофестиваль «Era New Horizons» (Конкурс)[13], Вроцлав, Польща
- Відкритий кінофестиваль «Кіношок» (Конкурс «Кіно без плівки»), Анапа, Росія
- 17-й Міжнародний кінофестиваль, Брисбен, Австралія
- Міжнародний кінофестиваль у Спліт (Конкурс)[14],Хорватія
- 14-й Міжнародний кінофестиваль в Афінах[15], Греція
- 28-й Міжнародний кінофестиваль у Кембріджі, Велика Британія
- 25-й Кінофестиваль у Боготі[16], Колумбія
- 32-й Міжнародний кінофестиваль у Сан-Пауло (Конкурс), Бразилія
- 15-й Незалежний кінофестиваль «Альтернатива» у Барселоні, Іспанія
- Міжнародний кінофестіваль Black Night у Таллінні[17], Естонія
- Кінофестиваль у Санта Фе[18], США

2013
- 33-й Міжнародний кінофестіваль «Фанташпорту — 2013» (конкурсна програма «Тиждень режисерів»[19]), Порту, Португалія.
- 31-й Уругвайський міжнародний кінофестиваль[20], Монтевідео.